# Spudaea pseudopolita
Spudaea pseudopolita là một loài bướm đêm trong họ Noctuidae.